# Sobat
Le Sobat, une rivière qui coule au Soudan du Sud, est le plus septentrional des affluents du Nil blanc. Il fournirait 14 % des eaux du Nil.

## Présentation
Il nait de la jonction des rivières Baro et Pibor qui s'écoulent respectivement en direction de l'ouest et du nord. Lorsque le Sobat est en crue, il charrie de grandes quantités de sédiments blancs qui donne son nom au Nil Blanc.
Selim Bimbachi atteint la rivière en 1842.

## Hydrologie
Le Sobat et ses affluents drainent un bassin versant de 255 000 km2 et le module de la rivière est de 412 m3/s. La tranche d'eau écoulée  annuellement se monte de ce fait à seulement 51 mm.